# Пеню Ошанеца
Пеню Димитров Ошанеца е български дърворезбар от Тревненската художествена школа.

## Биография
Роден е в Трявна. Негов баща е дърворезбарят Димитър Ошанеца. Дърворезбар е в Карлово, Калофер, Сопот, Котел, Сливен и др. Резбова синагогата в Айтос и пашовия конак на валията Чахтазая в Карнобат. Синът му Стефан изоставя дърворезбарството след смъртта на баща си.
Уста Пеню бил изкусен и работлив майстор. Лятно време работел като строител, а зимно резбовал на различни обекти. Заради уважението, с което се ползвал, бил приет съставения от него нов устав на дюлгерския еснаф.